# Dinastia Giray
La casa dei Giray (in tataro di Crimea Geraylar, كرايلر, in turco ottomano آل جنكيز, Âl-i Cengiz), anche Giray, fu la dinastia genghiside/turca che regnò nel Khanato di Crimea dalla sua formazione nel 1431 fino alla sua caduta nel 1783. La dinastia fornì anche diversi khan di Kazan' e Astrachan' tra il 1521 e il 1550. Oltre ai Giray reali, ci fu anche un ramo laterale, i Choban Giray (Çoban Geraylar).
Prima di raggiungere la maggiore età, i giovani Giray erano allevati in una delle tribù circasse, dove venivano istruiti nelle arti della guerra. I khan Giray erano eletti da altri dinasti Tatari di Crimea, chiamati myrza (mırzalar). Eleggevano anche un erede legittimo, chiamato qalgha sultan (qalğa sultan). Nei secoli successivi, il sultano ottomano ottenne il diritto di installare e deporre i khan a suo piacimento.
Il loro primo antenato fu Togay Timur (Tuqa Timur), un figlio minore di Joci. La storia dei Giray inizia con Öreng Timur, figlio di Togay Timur, che riceve la Crimea dal condottiero Mengu-Timur.

## Durante la sovranità ottomana
Secondo alcuni studiosi, i Giray erano considerati come la seconda famiglia dell'Impero ottomano dopo la dinastia ottomana: "Se Roma e Bisanzio rappresentavano due delle tre tradizioni internazionali di legittimità imperiale, il sangue di Gengis Khan era il terzo... Se mai gli ottomani si fossero estinti, si era capito che i Genghisidi Giray sarebbero loro succeduti".
Durante il XV e l'inizio del XVI secolo, il khan Giray era il secondo dopo il sultano ottomano, e quindi superiore al Gran visir, nel protocollo ottomano. Dopo la disobbedienza e la rimozione nel 1584 di Mehmed II Giray, il sultano retrocesse il khan di Crimea al livello di Gran visir. I khan dei Giray erano anche sovrani del proprio regno. Potevano coniare monete, emanare leggi per decreto e avevano le loro tughra.

### Alleanze

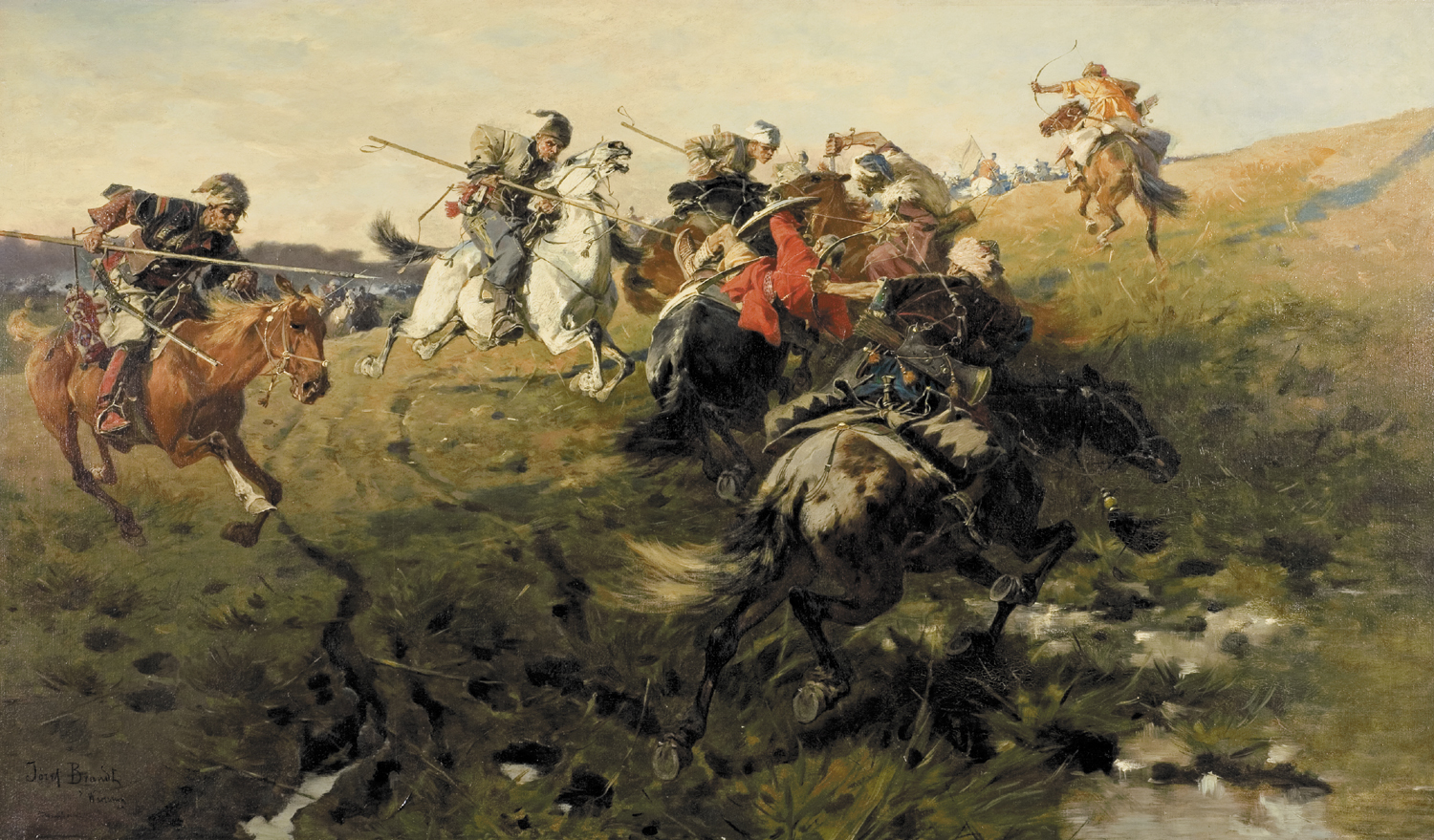
Tatari che combattono i cosacchi zaporozhiani

Il Khanato di Crimea fece alleanze con il Confederazione polacco-lituana e con il Sič di Zaporižžja. L'assistenza di İslâm III Giray durante la rivolta di Chmel'nyc'kyj nel 1648 contribuì notevolmente allo slancio iniziale dei successi militari per i cosacchi. Anche il rapporto con il Confederazione polacco-lituana era forte: la dinastia dei Giray avrebbe cercato rifugio in Lituania nel XV secolo prima di stabilirsi nella penisola di Crimea.

## Caduta
Dopo l'annessione del khanato alla Russia imperiale nel 1783, l'ultimo khan Şahin Giray rimase nominalmente al potere fino al 1787, quando si rifugiò nell'Impero ottomano e fu giustiziato a Rodi.
Ad altri dinasti fu permesso dalle autorità russe di risiedere nel loro palazzo di Bachčisaraj. Il giovane figlio di Selim III, Qattı Giray, fu convertito dai missionari al protestantesimo e sposò un'ereditiera scozzese, Anne Neilson.

## Dopo la caduta
Dopo l'esecuzione di Şahin Giray, la sua famiglia visse a Burgazada, Istanbul, dopo che fu giustiziato da Abdul Hamid I.